# Puisseguin
Puisseguin ist eine französische Gemeinde mit 828 Einwohnern (Stand 1. Januar 2022) im Département Gironde in der Region Nouvelle-Aquitaine. Sie gehört zum Arrondissement Libourne und zum Kanton Le Nord-Libournais. Die Einwohner werden Puisseguinais genannt.

## Lage
Nachbargemeinden sind Lussac im Norden, Tayac im Nordosten, Saint-Cibard im Osten, Saint-Philippe-d’Aiguille im Südosten, Saint-Genès-de-Castillon im Süden und Montagne im Westen.

## Toponymie
Der Name Puisseguin geht auf den okzitanischen Begriff puy, welcher Berg bedeutet, und auf den Namen Seguin, einen Leutnant unter Karl dem Großen, zurück.
Auf Okzitanisch heißt die Gemeinde Pèi Seguin.

## Geschichte
Am 23. Oktober 2015 ereignete sich auf dem Gemeindegebiet ein schwerer Busunfall mit 43 Toten. 

## Bevölkerungsentwicklung
| Jahr      | 1962 | 1968 | 1975 | 1982 | 1990 | 1999 | 2006 | 2016 |
| Einwohner | 945  | 942  | 902  | 843  | 1038 | 924  | 903  | 873  |

## Wirtschaft
Da die Gemeinde im Weinbaugebiet Puisseguin-Saint-Émilion liegt, ist die Weinproduktion ein wichtiger Wirtschaftssektor. Seit dem 14. November 1936 ist das Weinbaugebiet durch das Schutzsiegel AOC, das die Herkunft garantiert, geschützt.

## Sehenswürdigkeiten

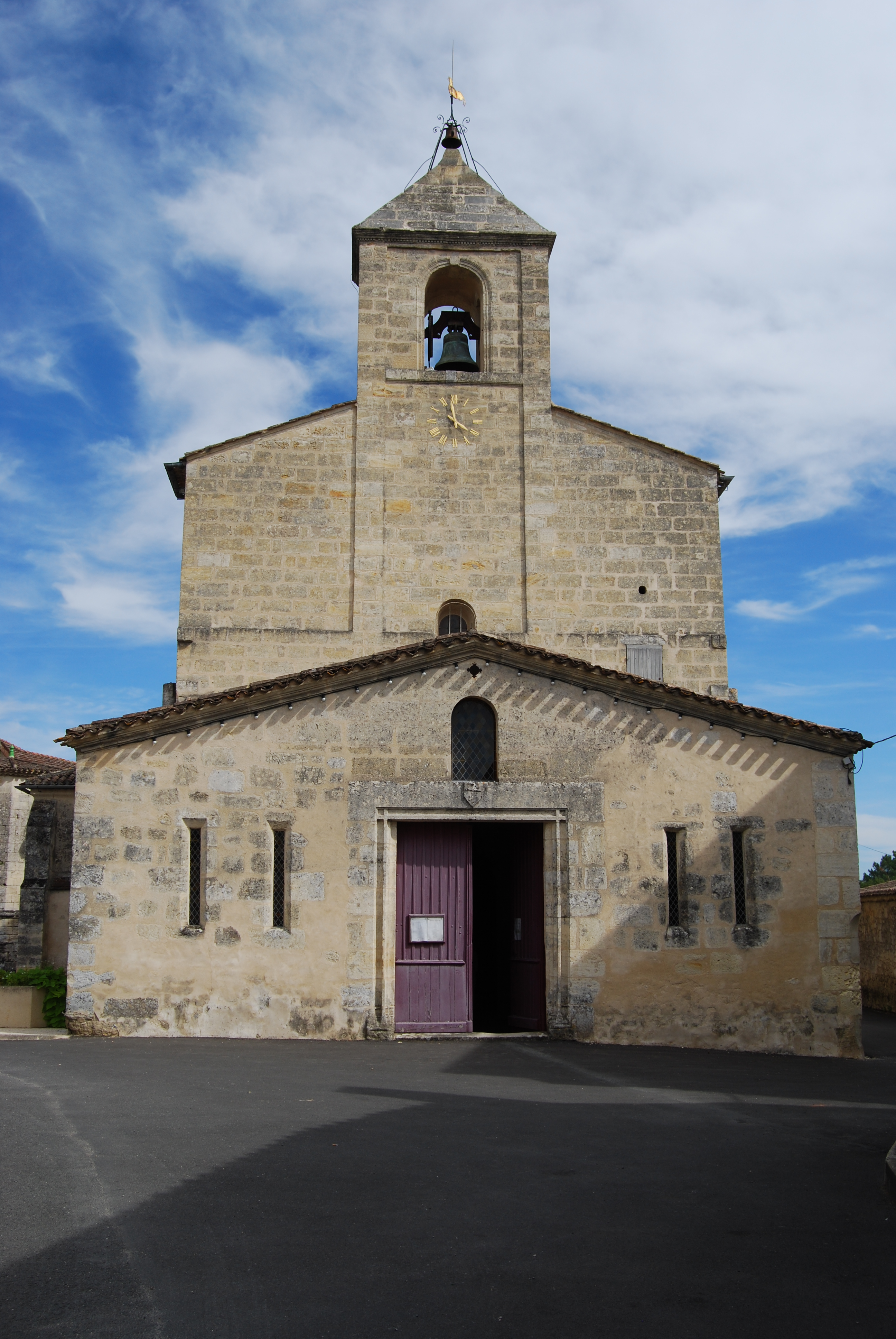
Kirche Saint-Pierre
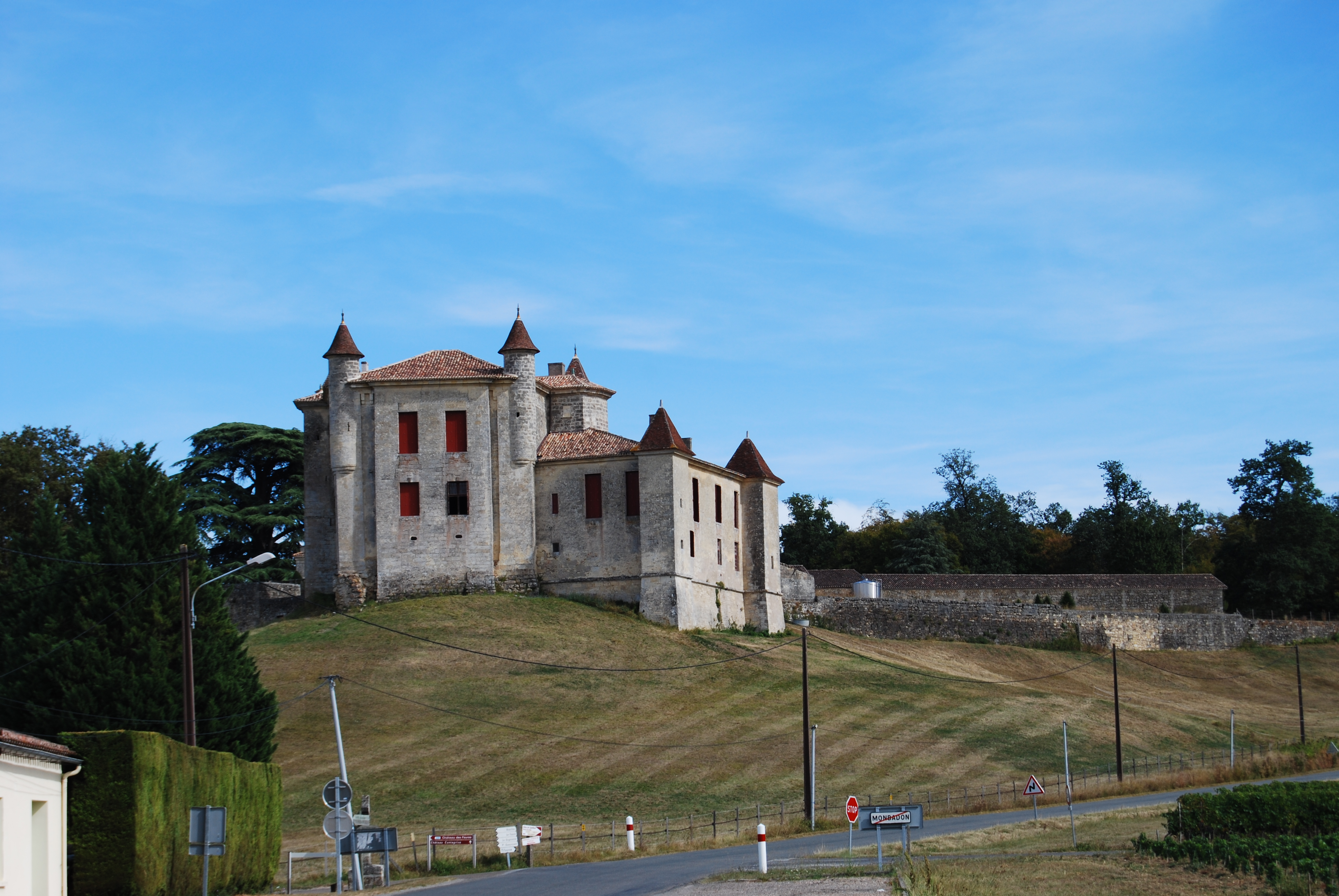
Château de Monbadon
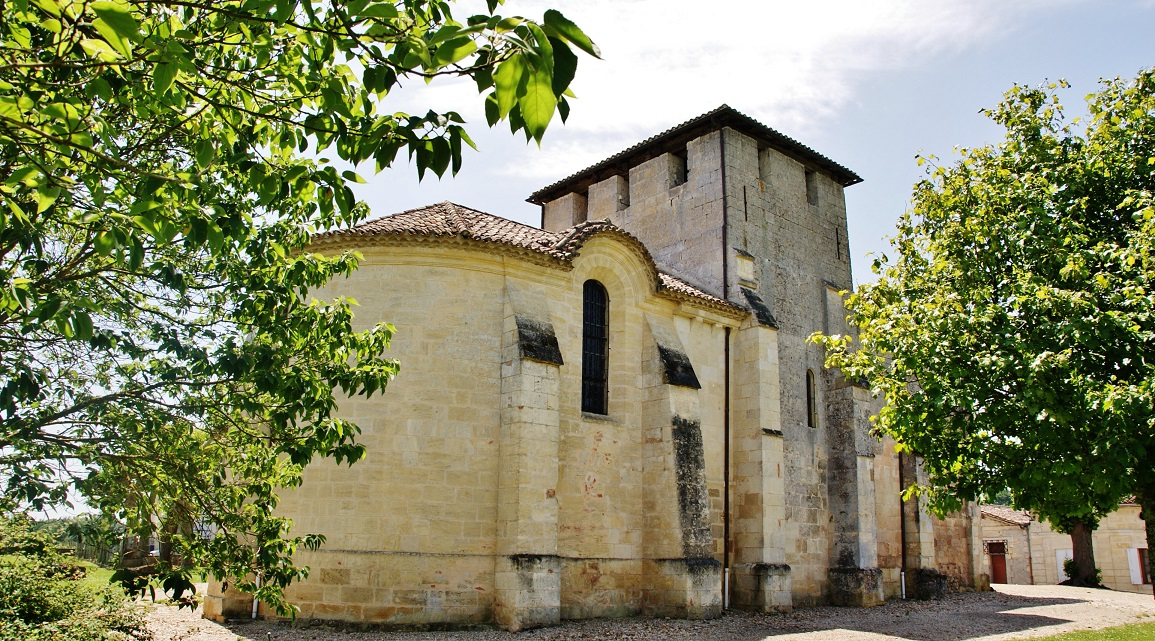
Kirche Saint-Martin
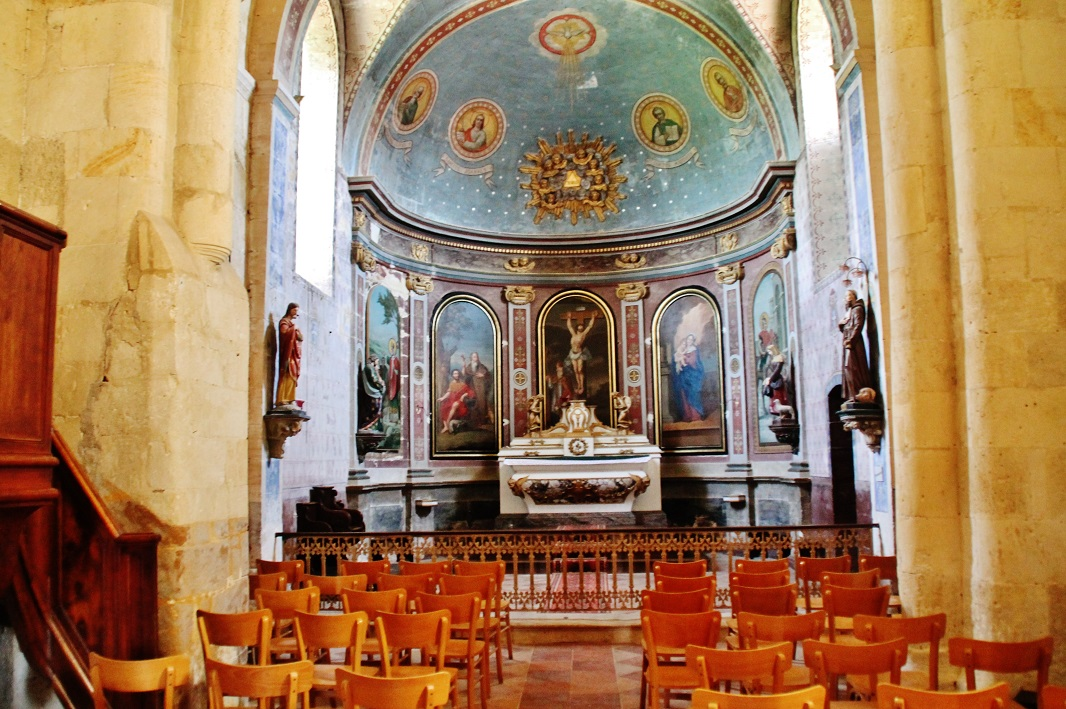
Innenansicht der Kirche Saint-Martin

- Kirche Saint-Pierre
- Château de Monbadon
- Kirche Saint-Martin
- Innenansicht der Kirche Saint-Martin